# Egypten i olympiska sommarspelen 1924
Egypten deltog med 24 deltagare vid de olympiska sommarspelen 1924 i Paris.  Ingen av landets deltagare erövrade någon medalj.